# Arnon
Arnon este un curs de apă din Franța, lung de aproape 151 km, care își are izvorul în Creuse și curge prin departamentele Allier, Cher și Indre, în regiunile Nouvelle-Aquitaine, Auvergne-Rhône-Alpes și Centre-Val de Loire. Își menține o direcție nordică pe cea mai mare parte a cursului său. Se varsă pe malul stâng în Cher, la Vierzon, și este, prin urmare, un sub-afluent al Loirei.

## Geografie

### Curs
Își are izvorul în nord-estul departamentului Creuse, la o altitudine de 459 m, aproape de locul numit „le Grand Jurigny”, pe teritoriul comunei Saint-Marien, care este limitrofă departamentului Cher.
Curgând spre est, la mai puțin de 2 km după izvor, Arnon marchează pe o distanță de puțin peste 2 km limita dintre departamentele Creuse și Cher (deci limita dintre regiunile Nouvelle-Aquitaine și Centre-Val de Loire). Apoi intră în departamentul Allier, frontieră triplă între departamentele Creuse, Cher și Allier (și deci între regiunile Auvergne-Rhône-Alpes, Centre-Val de Loire și Nouvelle-Aquitaine) aflându-se la mijlocul râului. Arnon continuă într-o direcție est-vest pe aproximativ 4 km înainte de a lua o direcție nordică. Puțin mai departe, marchează limita între departamentele Cher și Allier (deci între regiunile Auvergne-Rhône-Alpes și Centre-Val de Loire), traversând în special lacul de Sidiailles. De-a lungul cursului său, de asemenea, marchează, în unele locuri, limita între departamentele Cher și Indre.
Confluența sa cu Cher se află în departamentul Cher, la o altitudine de 93 m, pe teritoriul comunei Vierzon, la vest de oraș.
Cursul de apă are o lungime totală de 150,72 km.

### Departamente și comune traversate
Râul traversează patruzeci de comune situate în departamentele Creuse, Allier, Indre și Cher.

#### Creuse (23)
- Saint-Marien
- Saint-Pierre-le-Bost

#### Allier (03)
- Mesples
- Saint-Éloy-d'Allier
- Saint-Palais
- Saint-Sauvier
- Viplaix

#### Indre (36)
- Migny
- Reuilly
- Saint-Georges-sur-Arnon
- Ségry

#### Cher (18)
- Ardenais
- La Celle-Condé
- Chârost
- Chéry
- Culan
- Ids-Saint-Roch
- Lazenay
- Lignières
- Loye-sur-Arnon
- Lury-sur-Arnon
- Marçais
- Mareuil-sur-Arnon
- Massay
- Méreau
- Morlac
- Poisieux
- Préveranges
- Reigny
- Saint-Ambroix
- Saint-Baudel
- Saint-Christophe-le-Chaudry
- Saint-Hilaire-de-Court
- Saint-Hilaire-en-Lignières
- Saint-Pierre-les-Bois
- Saugy
- Sidiailles
- Touchay
- Vierzon
- Villecelin

### Bazinul hidrografic
Bazinele hidrografice sunt împărțite în referința națională BD Carthage în elemente din ce în ce mai detaliate, organizate în patru niveluri: regiuni hidrografice, sectoare, sub-sectoare și zone hidrografice.
Arnon traversează treisprezece zone hidrografice.
Bazinul versant al Arnon se încadrează în zonele hidrografice „Arnon de l'Herbon la Cher & Cher între brațele Arnon, Arnon de la Portefeuille la Sinaise, Arnon de la Théols la Herbon, Arnon de rau du Pontet la Théols, Arnon de la Sinaise la rau de l'Étang de Villiers, Arnon de la sursă la Joyeuse, Arnon de rau de l'Étang de Villiers la rau du Pontet și Arnon de la Joyeuse la Portefeuille”, în cadrul bazinului DCE mai larg „Loire, cursurile de apă de coastă din Vendée și Bretagne”.

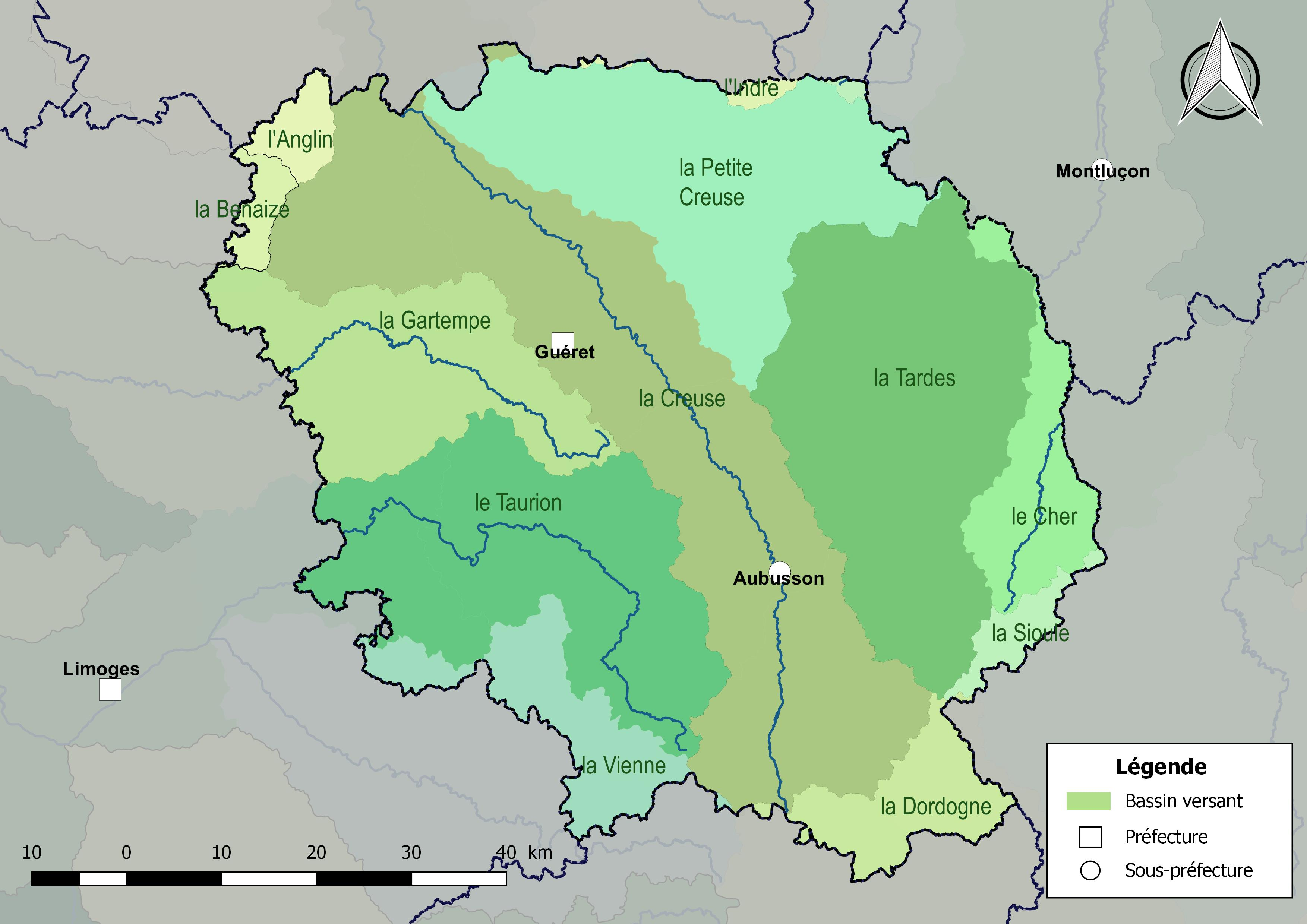
Principalele bazine versante din departamentul Creuse.
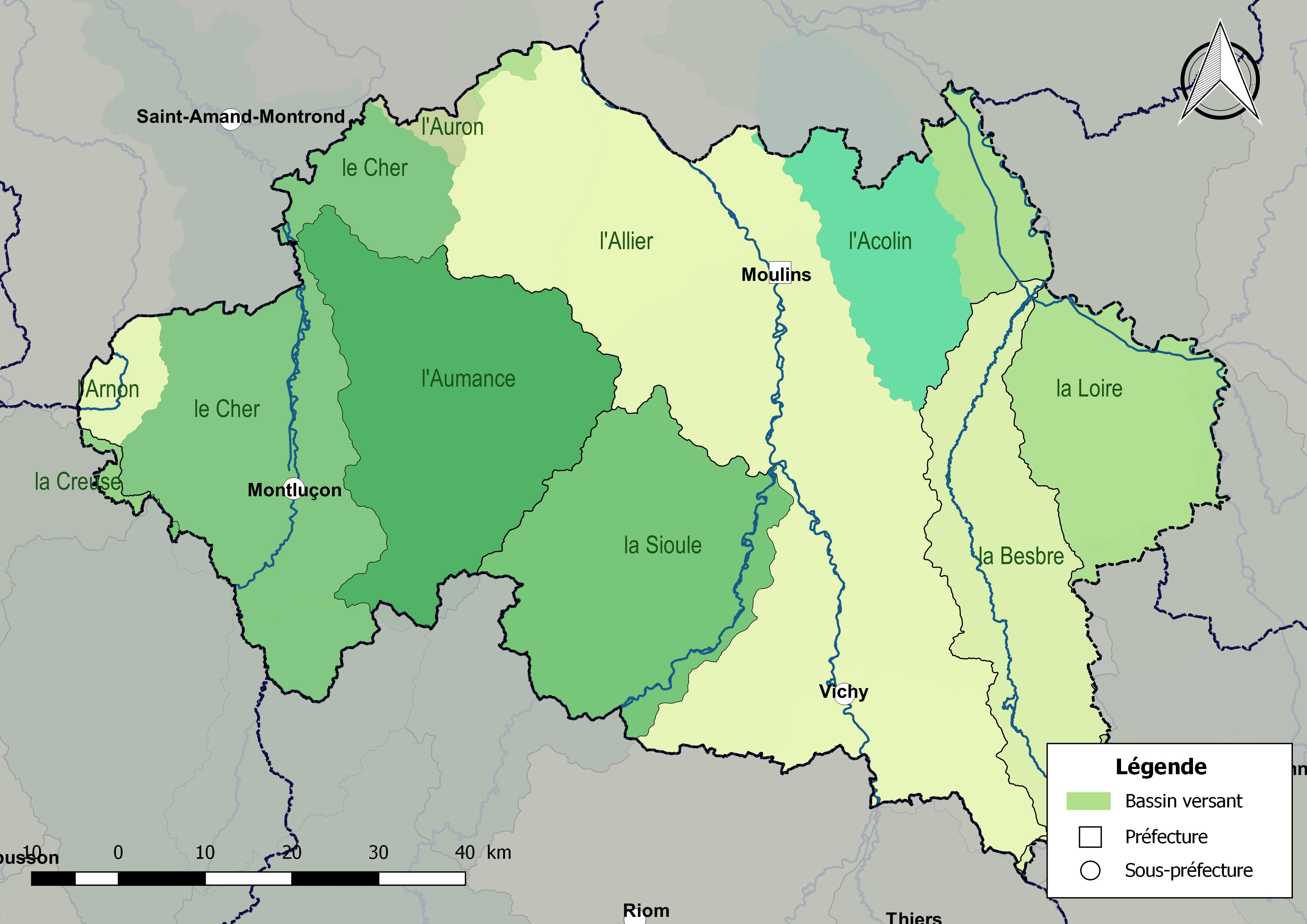
Principalele bazine versante din departamentul Allier.
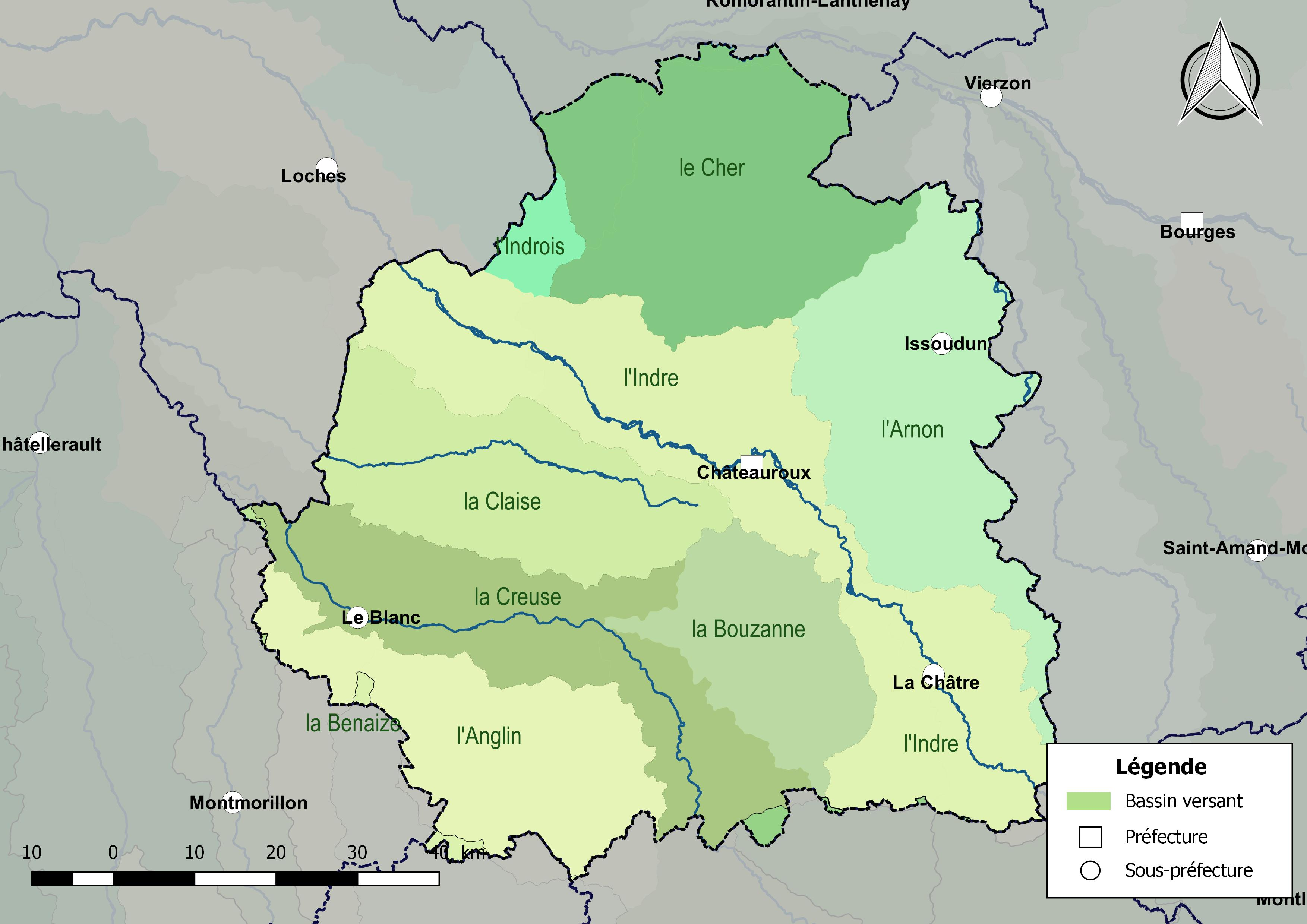
Principalele bazine versante din departamentul Indre.
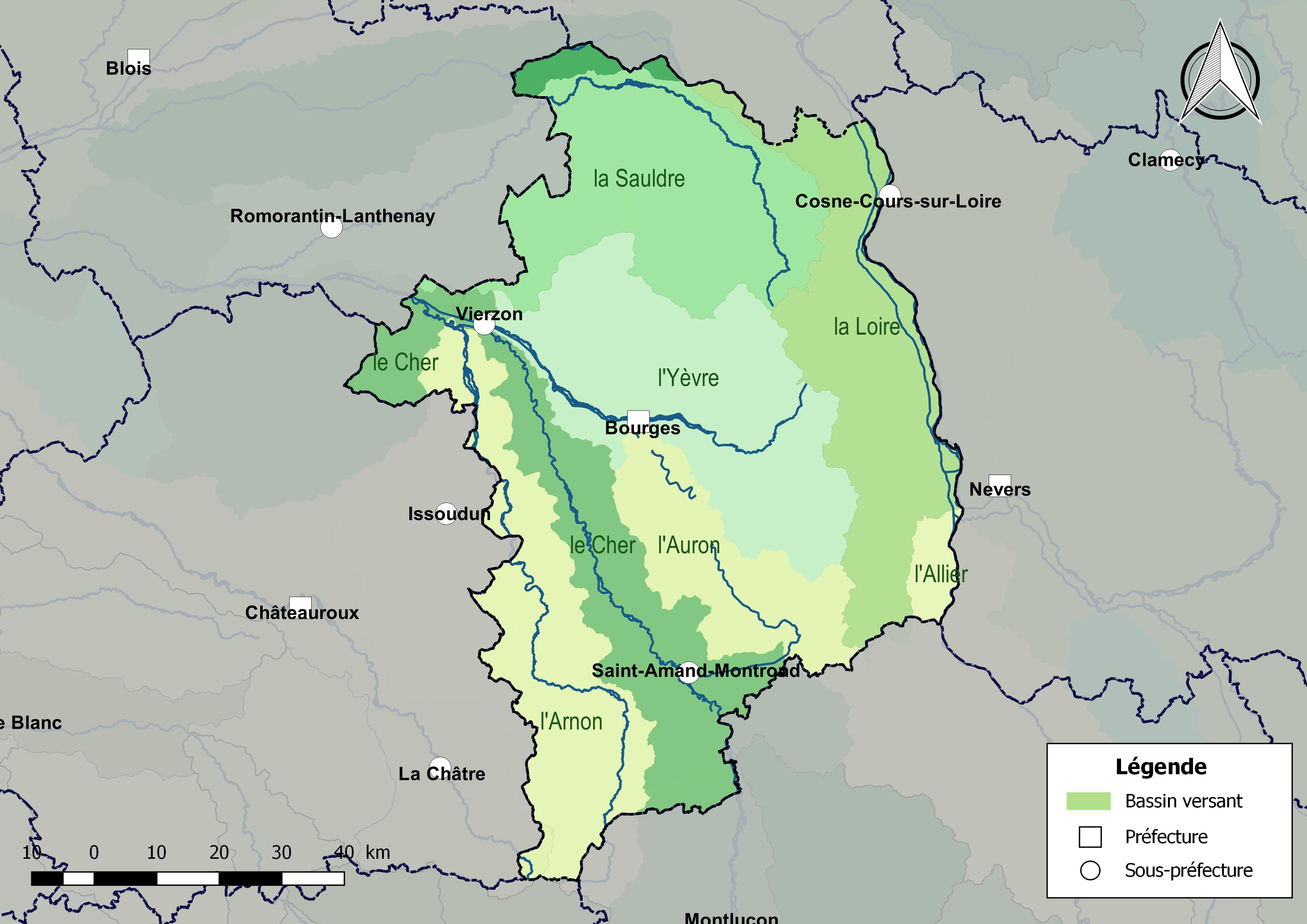
Principalele bazine versante din departamentul Cher.

## Mediu natural
Arnonul, de la avalul barajului de Sidiailles până la confluența cu Cher și cursurile sale de apă afluente, de la sursă până la Sidiailles, sunt clasificate în lista 1 conform articolului L. 214-17 din codul mediului referitor la Bazinul Loire-Bretagne. Datorită acestei clasificări, nicio autorizație sau concesiune nu poate fi acordată pentru construcția de noi lucrări care constituie un obstacol pentru continuitatea ecologică, iar reînnoirea concesiunii sau autorizației pentru lucrările existente este subordonată unor prescripții care permit menținerea unei stări ecologice foarte bune a apelor.
Cursul de apă este de prima categorie de la sursă până la confluența cu Portefeuille. Este de a doua categorie pe restul parcursului său.

## Rezervă biologică
Un curs de apă este considerat rezervă biologică atunci când include una sau mai multe zone de reproducere sau habitat pentru speciile de fitoplancton, macrofite și fitobentos, nevertebrate și pești, permițându-le distribuția în unul sau mai multe cursuri de apă din bazinul versant. Rezervoarele biologice, necesare pentru menținerea sau atingerea unei stări ecologice bune a cursurilor de apă, corespund, prin urmare:
- unui tronson de curs de apă sau anexă hidraulică care va juca rolul de pepinieră, de „furnizor” de specii capabile să colonizeze o zonă sărăcită natural sau artificial (reînsămânțarea mediului);
- unor zone în care speciile pot accesa toate habitatele naturale necesare pentru îndeplinirea principalelor etape ale ciclului lor biologic (reproducere, adăpost, creștere, alimentație).

În cadrul lucrărilor pregătitoare pentru elaborarea acestei clasificări în cadrul SDAGE Loire-Bretagne 2016-2021, Arnon, de la confluența cu Sinaise până la confluența cu Théols, este înregistrat ca rezervă biologică, cu identificatorul RESBIO_269. Speciile prezente sunt: scoici perlifere de apă dulce și păstrăvul.